# 마사 플림프턴
마사 플림프턴(Martha Plimpton, 1970년 11월 16일 ~ )은 미국의 배우, 가수, 사회운동가, 전 모델이다. 드라마 데스크상, 오비상, 프라임타임 에미상 수상자이며, 토니상에 두 차례 후보로 올랐다.

## 출연 작품

### 영화
- 구니스 (1985)
- 모스키토 코스트 (1986)
- 허공에의 질주 (1988)
- 우리 아빠 야호 (1989)
- 스탠리와 아이리스 (1990)
- 실수로 태어난 여자 (1991)
- 비포 뉴 이어 (1999)
- 리멤버 미 (2010)
- 매스 (2021)

### 애니메이션 영화
- 헤어 하이 (2004, Hair High)
- 겨울왕국 2 (2019)

### 텔레비전
- 굿 와이프 (2009-13)
- 레이징 호프 (2010-14)
- 더 리얼 오닐스 (2016-17)

### 공연
- 바냐 아저씨 (1996)
- 유리동물원 (1998)
- 서쪽 나라의 건달 (1998)
- 한여름 밤의 꿈 (2007)